# Invayek
Invayek (fundada como Invayek, el 19 de marzo de 2021. Es una institución financiera enfocada en facilitar servicios financieros en todo el mundo, principalmente a familias que, debido a diversas circunstancias económicas y sociales, se ven limitadas en su acceso a dichos servicios. Con un actual énfasis en ofrecer opciones viables y asequibles de inversión a todas las personas en Latinoamérica y el mundo, con el objetivo de mejorar su calidad de vida y apoyar el desarrollo económico de las regiones que más lo necesitan.

## Historia
Invayek fue fundada el 19 de marzo de 2021  e inicia sus operaciones el 14 de abril de 2022 a nivel nacional. Meses después comienza ofrecer sus servicios en más de 16 países latinoamericanos mediante un sistema descentralizado el cual ha sido público desde enero de 2023.